# コルトM1851
コルト M1851 ネイビーはアメリカの銃器メーカーであるコルト社が1851年に発売したパーカッションロック式シングルアクションリボルバーである。

## 概要
コルト社は1848年に.44口径という大口径のパーカッション式リボルバーであるコルトM1848（通称コルト・ドラグーン）を開発し、アメリカ陸軍の制式拳銃に採用された。
1847年から1850年にかけ、サミュエル・コルトはM1848を.36口径として小型軽量化した銃の設計に着手し、1851年にはM1851を開発した。この新たなパーカッション式リボルバーは、「M1851 Colt Revolving Belt Pistol of Naval Caliber」（1851年式海軍仕様口径コルト回転式ベルトピストル）の制式名称の他に、雷管と球形弾を用いることからキャップ&ボールリボルバーとも呼称されたが、通常は「Colt Revolving Belt Pistol of Naval Caliber」と呼ばれていた。（M1848もM1841を改良したモデルである。）
M1851のシリンダーには、1843年5月16日に行われたカンペチェの戦いにおけるテキサス海軍（テキサス共和国の海軍。1845年アメリカに併合）の、勝利の情景が彫り込まれている。テキサス海軍は当時、コルト・パターソン・リボルバーの初期型を購入して配備していたが、これはコルト社の最初の大きな商機と成功で、コルト1851ネイビーリボルバーのシリンダーに彫り込まれた海軍の情景は、これへ対するコルト社による感謝の現れであった。
これが navy （海軍）と呼ばれる由来となっている。このことから、後にコレクターによって「コルト1851ネイビー」または「ネイビーリボルバー」という通称で呼ばれるようになり、本銃の呼称として定着した。
「Naval Caliber」の呼称にもかかわらず、この回転式拳銃は主として一般人と陸軍部隊に購入された。
主に西部開拓時代初期において、保安官やならず者、一般人の護身用などにおいて広く普及し、その覇権はシングル・アクション・アーミーが覇権を握るまで続いた。（シングル・アクション・アーミーが普及した後も、こちらを愛用するものも多かった。）
本銃は、金属薬莢を用いる回転式拳銃が広汎に使用されはじめた1873年まで製造ラインに残っていた。コルト・ポケットモデルだけでも、並行開発された各型の生産数に勝っており、総生産数はアメリカ国内だけでも約250,000挺を超える。コルト・ロンドン兵器工場ではおよそ22,000挺を生産した。
「ネイビー」の著名な使用者には、ワイルド・ビル・ヒコック（ガンマン）、ドク・ホリデイ（ガンマン）、リチャード・フランシス・バートン（探検家）、ネッド・ケリー（無法者）、そしてロバート・E・リー（軍人）などが存在する。1873年、最新式の金属薬莢式のリボルバーが市場に出回った後にも、本銃は長く用いられ続けた。
マシュー・ペリーが2度目に来日した1854年、当時最新型だったこの拳銃を幕府の重臣達に数丁贈ったとされている。のちに水戸藩でコピー生産され桜田門外の変の際に井伊直弼暗殺に用いられたらしい物が、大阪の古式銃愛好家の手で保管されていることが2010年1月に確認された。

## 性能
36口径ネイビーリボルバーは、1847年に44口径ウォーカー・コルトから派生したドラグーン・リボルバーより非常に軽量であり、鞍頭の両側面につけられるホルスターで携行するよう設計されていた。
本銃は31口径のポケットリボルバーの銃身内径を拡大したバージョンであり、ポケットリボルバーはベイビードラグーンから派生したものである。これらは1836年型のパターソンリボルバーの作動機構を単純化し、改善したものを用いている。メーカーでの呼称が現わすように、ネイビーリボルバーはベルトホルスターに収容して携行できるよう、サイズを整えられている。本銃は北アメリカにおける西部の広汎な植民化の時期において非常に人気のあるものとなった。コルトの積極的な商業活動により、ヨーロッパ、アジアおよびアフリカまで、ネイビーリボルバーやコルト社の他の製品が輸出されることとなった。

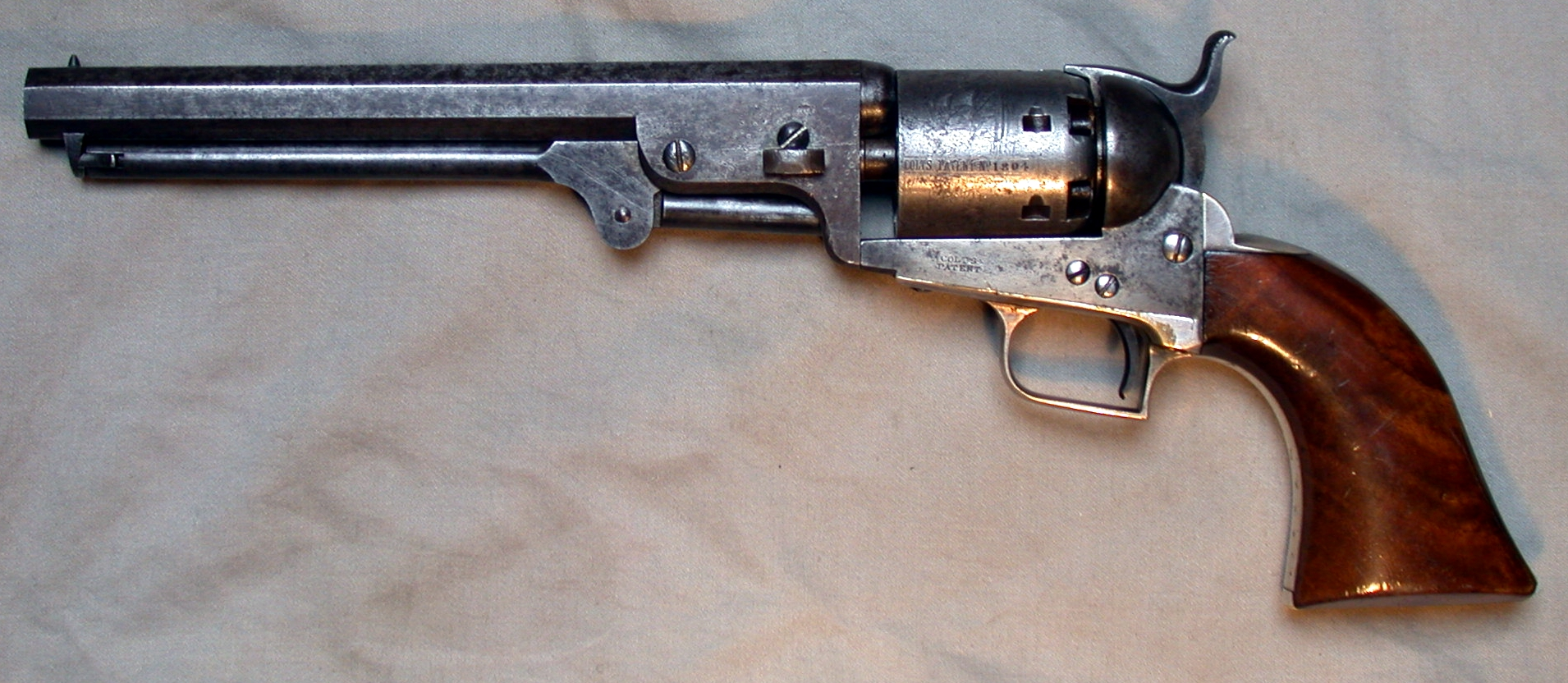
コルトM1851ネイビーの初期型。スクエアバックのトリガーガードを有するセカンドモデル。

36口径（実寸としては.375から.380インチである）の球形弾は重量が86グレインである。銃口初速は1,000フィート毎秒に達し、近代的な.380ACP弾と威力では比肩しうる。弾薬は推薬と球形弾または他の形状の弾頭から構成される。また初期の金属薬莢、南北戦争時代には発火しやすい紙製薬包も使用された。これらの弾薬は全て薬室後方の突起にセットされる雷管によって発火された。
サイトは、大部分のコルト社製のパーカッション式リボルバーと同じく、ハンマー上部に彫られた刻み目と、フロントサイトのビードから構成される。比較的粗雑なサイト配置にもかかわらず、これらのリボルバーと現代作られる複製品は、通常ほぼ正確に射撃できる。

## パーカッション式のリボルバーにおける装填と射撃動作について

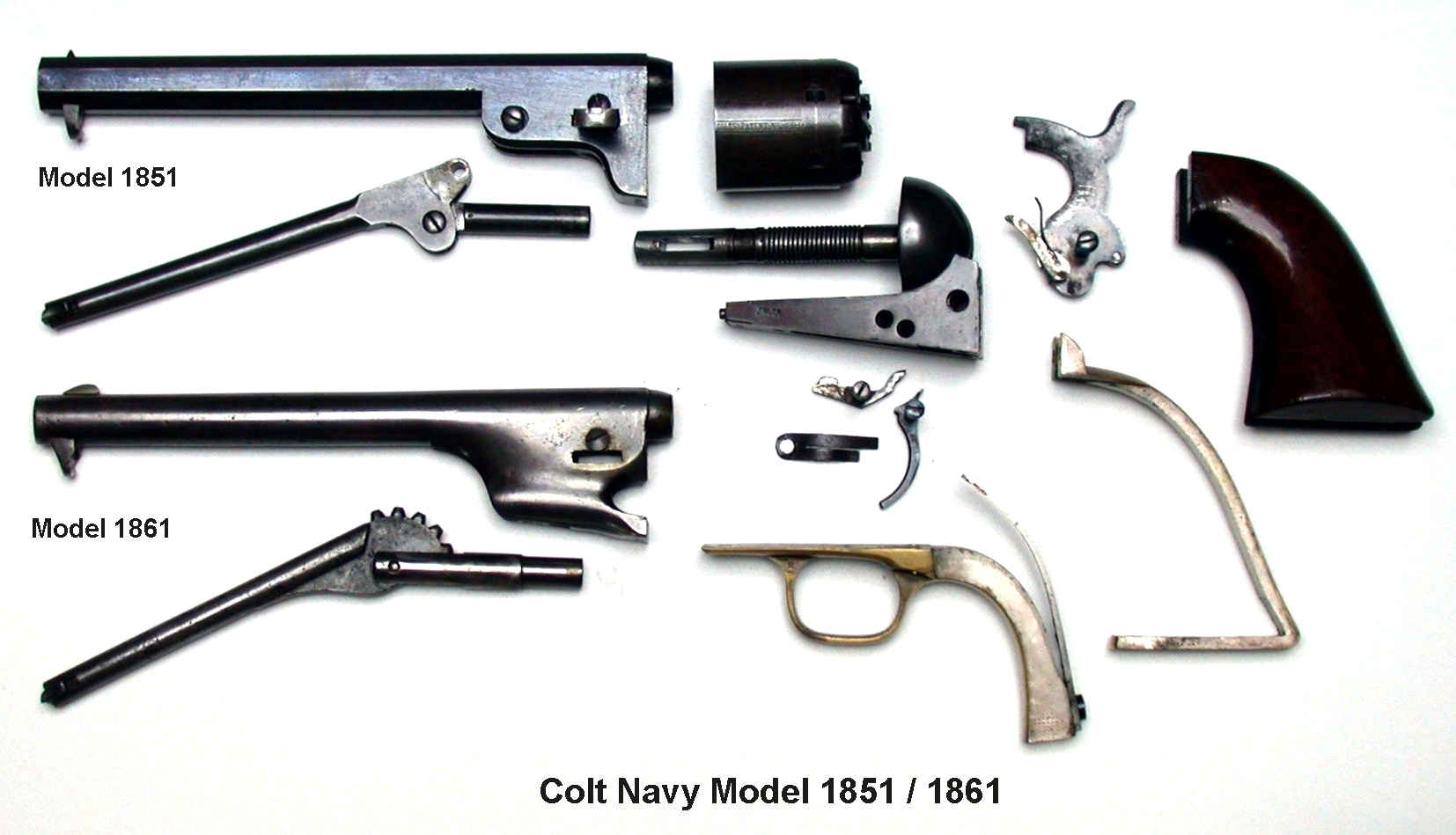
分解図。

コルト社製の回転式拳銃における装填動作と基本的な作動機構は、銃史上パーカッション式の撃発を行う時期を通して一定であり、他のパーカッション式リボルバーの作動機構をも映じるものである。コルトの基本的な作動機構に親しむ射手は、レミントン、LeMat、アダムス、もしくはクーパーのダブルアクションにも基礎的に同一であることが見出せる。
パーカッション式のリボルバーは、薬室と薬室の間にハンマーを下ろした状態で携行される。シリンダー後方に設けられた溝や突起はハンマーとかみ合い、両方ともセーフティペグかノッチとして作動する。この機構はシリンダーの不用意な回転を防止し、ハンマーが雷管に接触して暴発するのを防ぐ。パターソン社製、また後に作られたロジャーズ社製とスペンサー社製の幾種類かのリボルバーには、これらのセーフティが欠如しており、空の薬室にハンマーを下ろして携行することが要求された。

### 装填動作
1. ハンマーを最初の停止位置まで引き起こし、ハーフコックの位置に置く。これによりシリンダーが装填のために回転できるようになる。
2. 薬室に、球形弾または弾頭を射出するのに十分な量の推薬を充填する。薬室上部からスプルー（直訳すれば湯口である。弾頭や投射物は鋳型から成形された）を用い、弾頭を前方へ正対するよう置く。
3. ラマー（突き棒）の下に薬室を回転させ、銃に付属するローディングレバーを用いて弾頭を装填する。推薬に接するまで、また薬室孔以下にまで、しっかりと弾頭を押し込む。ローディングレバーが付属しない型の場合、シリンダーの心棒が弾丸の装填用に用いられる。
4. 雷管を薬室後方のニップルに取り付ける。
5. 必要に応じてシリンダーを回転させ、ハンマーをダウンポジションに戻し（わずかにハンマーを引き、トリガーを絞り、慎重にハンマーをおろす）、セーフティに噛み合わせる。
6. または即時に発砲するため、撃発状態にハンマーを引き起こす。

シングルアクション式のリボルバーは、発砲の前に親指でコックされる。これによりシリンダーが回転され、装填済みの薬室がハンマー前面に来る。トリガーはそれから発射位置へ引かれる。ダブルアクション式のリボルバーでは、トリガーを長く引き続ける行程により、ハンマーを起こし、シリンダーを回転させて銃を発砲させる。

#### 弾薬によるバリエーション
- A.弾丸と推薬を一緒に包んだ金属製のホイルや、可燃性の紙製薬包を用いる場合は、まず薬室にカートリッジを装填し、完全に弾頭を押し込むために、ローディングレバーを使用する。ホイル式のカートリッジの場合は、ニップルの円錐状に尖った前端によってカートリッジの後部を突き通し、ニップルをカートリッジ内に挿入する。それから雷管でニップル後端を覆う。
- B.上記3の工程の後、当時または現代でも、グリスによって装填済みの弾頭の前面と周囲を封じるのは常識的な作業である。弾頭部分をグリスで封入することにより汚損を減らし、チェーンファイア（薬室から薬室へ火が回って一斉に暴発すること）を防止する。
- C.上記2の工程の後、当時の射手や現代の射手は、径が小さいか、成形不良の弾丸または薬室[4]によって発生しかねないチェーンファイアに対し、弾丸を設置する前に、推薬の上部に、よく油を染み込ませた堅いフェルトの詰め物を敷くという方法をとる。これもまた、銃身内の汚損を最小限にとどめることに効果的で、正確な射撃を続行できる[5]。また、リロードする前に、黒色火薬を溶かしたもので湿らせた毛ブラシやパッチを銃身に通すのも一般的である。
- D.大部分の現代の射手はフルに装薬を詰めこまず、やや減装する。薬室に弾丸を装填する際、装薬の上の余りのスペースには不活性の詰め物（しばしば小麦からできたクリームを用いる）を詰める。この工程は、発砲時に弾頭が銃身へ入るまでの転動を減らし、弾道の正確さを改善する。
- パーカッション式リボルバーの弾丸装てん動画（Youtube）：標準的な装てんの場合。
- パーカッション式リボルバーの弾丸装てん動画（Youtube）：紙薬きょうなどを使用した早合式装てんの場合。

なおパーカッション式リボルバーの多くが回転弾倉を容易に着脱できる構造になってはいるが、これはあくまでも整備のための機構であり、再装填に活用することは推奨されず、また頻繁に用いられたという記録もない。
リボルバーの回転弾倉は銃ごとに調整されるものであるため、ユーザーによる安易な交換は故障の原因となる。

## 登場作品

### 映画
『桜田門外ノ変』
桜田門外の変を題材にした映画で、「幕末の和製コルトが見どころ」とまで評されている。
『続・夕陽のガンマン』
マカロニ・ウェスタン映画で、アメリカ映画でも疎かに描写されがちな銃器を精密に描くということが行われており、その時代考証銃器が見どころと評されている。
『グローリー』
南北戦争における北軍黒人部隊の戦いを題材とした映画で、主人公のマサチューセッツ第54連隊長ロバート・グールド・ショー大佐ほか、劇中の北軍将校たちが佩用している。
『ケリー・ザ・ギャング 』
19世紀のオーストラリアに実在した無法者ネッド・ケリーを題材にした映画で、主人公を演じるヒース・レジャーをはじめ、登場人物たちが使用している。パーカッション方式による装填の様子も描写されている。

### TVドラマ
『CSI:科学捜査班』
第10シーズンの「死ねないロボット」に登場。ガンショップのガラスケースに飾られている。
『ダメージ (テレビドラマ)』
銃自体にプレミアが付いていることが強調されている。

### 漫画
『海軍拳銃1851』
松本零士の漫画。重要な小道具として本銃が登場する。
『ワダチ』
主人公の愛銃として登場している。

### 小説
『キノの旅』
44口径仕様のものが「カノン」の名で登場している。
『コルトM1851残月』
月村了衛の小説。幕末の日本においてただ一丁だけ存在する連発銃として登場する。
『学園キノ』
6巻の「夢の中」に登場している。

### ゲーム
『バイオハザード ヴィレッジ』
ローディングゲートと金属薬莢を使用できる専用のシリンダーと装飾を施したコンバージョンモデルが「M1851 ウルフスベイン」の名称で登場。モデルとしては『続・夕陽のガンマン』に登場した物に近い。